# Franz Mayr von Melnhof (Industrieller, 1810)

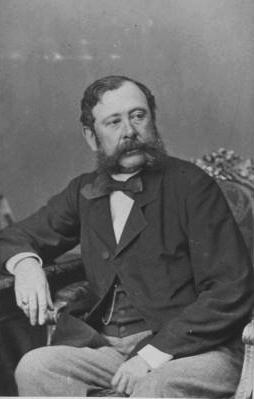
Franz Freiherr Mayr von Melnhof (1810–1889) um 1880, Foto von Ludwig Angerer.

Franz Sales Bartholomäus Mayr, seit 1859 Mayr von Melnhof, seit 1872 Freiherr Mayr von Melnhof (Franz II. oder der Ältere, * 23. August 1810 in Leoben; † 28. Dezember 1889 ebenda) war ein österreichischer Industrieller.

## Leben
Er war der Sohn des Leobener Gastwirtes und Industriepioniers Franz Mayr.
Nach seinem Studium an der Bergakademie Schemnitz arbeitete er zehn Jahre in der englischen Montanindustrie, wo er sich umfangreiche Fachkenntnisse im Eisenwesen erwarb. 1840 trat er in den Betrieb des Vaters ein und führte das englische Puddelverfahren anstelle des Frischens ein. Er erweiterte 1845/46 den Betrieb in Donawitz durch den Bau der Karolihütte und 1852 durch die Theodorahütte. Am 21. November 1853 heiratete er in Eggenberg Theodora Hittner von Hittnern (1828–1857). Das Paar hatte einen Sohn und eine Tochter.
1854 errichtete er auf dem Gelände des Erlachhammers in Kapfenberg eine Gussstahlfabrik. 
Seine Walzwerke verdrängten die traditionellen Hammerwerke, da sie große Mengen an Blechen, Flacheisen, Trägern, Eisenbahnschienen und Platten produzierten. Für die Hammerwerke blieben nur noch wenige Aufträge übrig. Gleichzeitig begann das Frischfeuer allmählich aus dem Hüttenbetrieb zu verschwinden. Franz Mayr modernisierte die Stahlproduktion, indem er in der Halle des Kapfenberger Erlachhammers zwei Tiegelstahlöfen errichtete. Damit begründete er die erste Hütte, in der Rohstahl durch dieses Verfahren zu hochwertigem Flussstahl umgeschmolzen wurde – einer Technologie, die die Zukunft der Stahlherstellung prägen sollte. Im Jahr 1858 setzte Mayr beim Bau neuer Schmelzöfen erstmals die von Friedrich Siemens entwickelte Regenerativfeuerung ein und führte diese innovative Feuerungstechnik ins Eisenhüttenwesen ein. Zudem inspirierte er John Haswell, den Leiter der Lokomotivfabrik der Wien-Raaber-Bahn, zur Konstruktion der weltweit ersten dampfhydraulischen Schmiedepressen. Zwei dieser Pressen wurden in Haswells Lokomotivwerkstatt installiert, eine weitere erwarb Mayr für seine Donawitzer Franzenshütte.
Im Jahr 1863 erwarb er das Radwerk Nr. 14 in Vordernberg sowie die Seegrabner Braunkohlengruben, um sich günstiges Brennmaterial zu sichern. Als die Radmeister-Kommunität – ein Zusammenschluss steirischer Hammerherren – ihren großen Waldbesitz veräußerte, da die Eisenindustrie zunehmend von Holzkohle auf mineralische Brennstoffe umstellte, kaufte Franz Mayr zwischen 1872 und 1889 ein riesiges Waldgebiet. Dieses erstreckt sich vom Reiting und Wildfeld im Westen über das Bergmassiv Mugl-Fensteralpe im Murknie bis zum Hochlantsch  im Süden. Auf einer Gesamtfläche von 35.000 Hektar entfallen rund 28.600 Hektar auf Waldbestände. Mit dem Erwerb wurde Mayr-Melnhof zum größten privaten Waldbesitzer Österreichs.
1859 wurde er mit dem Prädikat „von Melnhof“ geadelt und 1872 in den Freiherrenstand erhoben. Im Jahre 1872 verkaufte er für 5,25 Millionen Gulden die gesamten Mayr’schen Eisenwerke in Donawitz noch rechtzeitig vor dem Preisverfall der Gründerkrise an die Innerberger Hauptgewerkschaft, die neun Jahre später, im Jahre 1881, der damals gegründeten Österreichisch-Alpinen Montangesellschaft beitrat.
Im Jahre 1874 erfolgte durch ihn die Gründung der Steirischen Montanwerke. Kurz vor seinem Tod gründete er in der Nähe von Frohnleiten eine Holzschleiferei, aus der später die heutige Kartonfabrik entstand. Sein Nachfolger als Unternehmensleiter wurde sein Sohn Franz III. 1894 wurde die Gussstahlfabrik in Kapfenberg an die Gebrüder Böhler verkauft und wurde somit zu deren Stammwerk.